# Камберленд (Меріленд)
Камберленд (англ. Cumberland) — місто (англ. city) в США, в окрузі Аллегені штату Меріленд. Населення — 19 076 осіб (2020).

## Географія
Камберленд розташований за координатами 39°39′6″ пн. ш. 78°45′29″ зх. д. / 39.65167° пн. ш. 78.75806° зх. д. (39.651739, -78.757948).  За даними Бюро перепису населення США в 2010 році місто мало площу 26,30 км², з яких 26,11 км² — суходіл та 0,19 км² — водойми.

### Клімат
| Клімат : Камберленд     | Клімат : Камберленд | Клімат : Камберленд | Клімат : Камберленд | Клімат : Камберленд | Клімат : Камберленд | Клімат : Камберленд | Клімат : Камберленд | Клімат : Камберленд | Клімат : Камберленд | Клімат : Камберленд | Клімат : Камберленд | Клімат : Камберленд | Клімат : Камберленд |
| Показник                | Січ.                | Лют.                | Бер.                | Квіт.               | Трав.               | Черв.               | Лип.                | Серп.               | Вер.                | Жовт.               | Лист.               | Груд.               | Рік                 |
| Абсолютний максимум, °C | 23,9                | 26,1                | 32,2                | 35,6                | 36,7                | 39,4                | 40,6                | 40,6                | 38,9                | 33,9                | 30,6                | 26,7                | 40,6                |
| Середній максимум, °C   | 5,2                 | 7,6                 | 13,2                | 20,0                | 24,7                | 29,3                | 31,5                | 30,8                | 26,7                | 20,6                | 13,7                | 7,1                 | 19,2                |
| Середній мінімум, °C    | −5,3                | −4,5                | −0,2                | 5,1                 | 10,6                | 15,8                | 18,2                | 17,4                | 12,7                | 6,1                 | 1,2                 | −3,1                | 6,2                 |
| Абсолютний мінімум, °C  | −25,6               | −19,4               | −16,1               | −6,7                | −3,9                | 3,9                 | 7,8                 | 3,3                 | −0,6                | −6,7                | −12,2               | −22,2               | −25,6               |
| Норма опадів, мм        | 68                  | 60                  | 86                  | 84                  | 102                 | 83                  | 90                  | 81                  | 82                  | 65                  | 76                  | 72                  | 949                 |
| Днів з опадами          | 11,6                | 9,9                 | 11,2                | 11,6                | 13,3                | 11,1                | 10,6                | 9,5                 | 9,2                 | 8,6                 | 9,6                 | 10,6                | 126,8               |
| Днів зі снігом          | 3,7                 | 3,1                 | 2,0                 | 0,1                 | 0                   | 0                   | 0                   | 0                   | 0                   | 0                   | 0,4                 | 1,9                 | 11,2                |
| ----------------------- | ------------------- | ------------------- | ------------------- | ------------------- | ------------------- | ------------------- | ------------------- | ------------------- | ------------------- | ------------------- | ------------------- | ------------------- | ------------------- |
| Джерело: NOAA           |                     |                     |                     |                     |                     |                     |                     |                     |                     |                     |                     |                     |                     |

## Демографія
Згідно з переписом 2010 року, у місті мешкало 20 859 осіб у 9223 домогосподарствах у складі 4982 родин. Густота населення становила 793 особи/км².  Було 10914 помешкання (415/км²).
Расовий склад населення:
| - 89,4 % — білих - 6,4 % — чорних або афроамериканців - 0,9 % — азіатів - 0,2 % — корінних американців - 0,1 % — вихідців з тихоокеанських островів |

До двох чи більше рас належало 2,8 %. Частка іспаномовних становила 1,2 % від усіх жителів.
За віковим діапазоном населення розподілялося таким чином: 20,9 % — особи молодші 18 років, 59,5 % — особи у віці 18—64 років, 19,6 % — особи у віці 65 років та старші. Медіана віку мешканця становила 41,4 року. На 100 осіб жіночої статі у місті припадало 88,8 чоловіків;  на 100 жінок у віці від 18 років та старших — 82,9 чоловіків також старших 18 років.
Середній дохід на одне домашнє господарство  становив 43 763 долари США (медіана — 30 275), а середній дохід на одну сім'ю — 56 363 долари (медіана — 44 863). Медіана доходів становила 34 758 доларів для чоловіків та 31 285 доларів для жінок. За межею бідності перебувало 25,1 % осіб, у тому числі 35,7 % дітей у віці до 18 років та 12,7 % осіб у віці 65 років та старших.
Цивільне працевлаштоване населення становило 8128 осіб. Основні галузі зайнятості: освіта, охорона здоров'я та соціальна допомога — 28,0 %, роздрібна торгівля — 13,9 %, мистецтво, розваги та відпочинок — 12,8 %.